# Bandstjärtad vråk
Bandstjärtad vråk (Buteo albonotatus) är en nord- och sydamerikansk fågel i familjen hökar inom ordningen hökfåglar. Den sällskapar med kalkonkondorer som de dessutom liknar i utseende och beter sig likt, möjligen en form av härmning. Arten är talrik och beståndet anses vara livskraftigt.

## Utseende och läten
Bandstjärtad vråk är en stor (46–56 cm) vråk med långa smala vingar och en rätt lång stjärt. Adulta fågeln är helt gråsvart förutom vitt i pannan och ett till två grå tvärband på stjärten som gett arten dess namn. I flykten syns underifrån gråsvarta täckare som kontrasterar med gråaktiga bandade vingpennor och ett vitt stjärtband.
Ungfågeln är brunare och vitfläckad på kroppen, med fem till sju smala svarta tvärband och ett bredare ändband på den gråbruna stjärten. I flykten är vingpennorna vitare än på den adulta fågeln.

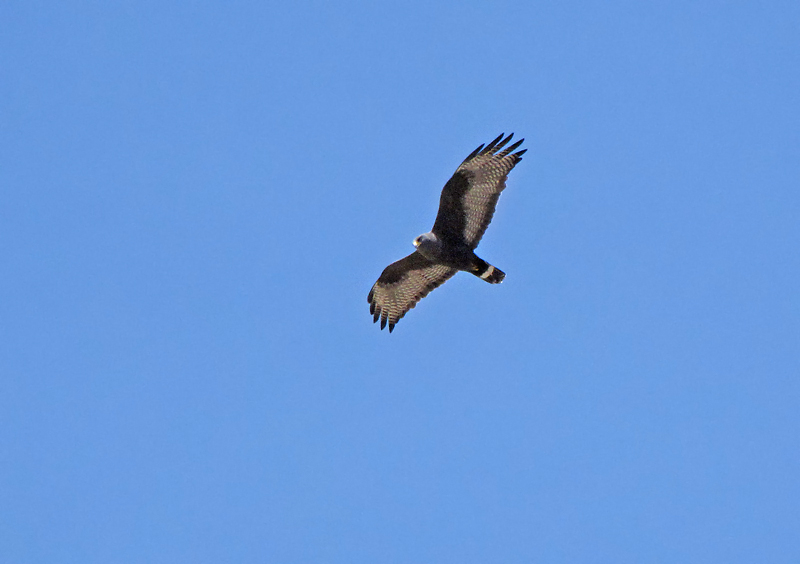

## Utbredning och systematik
Fågeln förekommer från sydvästra USA genom Mellanamerika till norra Bolivia, Paraguay och Brasilien i Sydamerika. Den saknas dock i inre Amazonområdet. Den behandlas som monotypisk, det vill säga att den inte delas in i några underarter.

## Levnadssätt
Bandstjärtad vråk hittas i skogslandskap, kanjoner och bergstrakter upp till 2600 meters höjd. I flykten har den långsamma lösa vingslag och kretsar på plana vingar med utbredd stjärt. Den ses oftare segla med lyfta vingar likt en kalkonkondor, som den även liknar i form och färg och faktiskt sällskapar med. Troligen härmar vråken kondoren för att komma närmare byten. Födan består av små däggdjur, fåglar och ödlor som den fångar från luften. Den lägger ägg från slutet av mars till juni i USA och norra Mexiko, februari–mars i Trinidad och ruvning har noterats i augusti i Colombia.

## Status och hot
Arten har ett stort utbredningsområde och en stor population med stabil utveckling. Utifrån dessa kriterier kategoriserar internationella naturvårdsunionen IUCN arten som livskraftig (LC). Världsbeståndet uppskattas till två miljoner vuxna individer.

## Namn
Fågelns vetenskapliga artnamn albonotatus betyder "vitbandad".